# Plymouth Standard
La Standard è un'autovettura full-size prodotta dalla Plymouth dal 1933 al 1935. Fu il primo modello Plymouth con motore a sei cilindri. Venne prodotta in quattro serie. 

## La Model PC: 1933
La Model PC e la Model PD (Deluxe) sostituirono nel 1933 la New Finer. Come già accennato, la Model PC fu la prima vettura Plymouth con motore a sei cilindri. Nonostante avesse un passo più corto ed un nuovo motore, la Model PC era in vendita allo stesso prezzo della New Finer, che era provvista invece di un motore a quattro cilindri. La Model PC era anche disponibile a telaio nudo, cioè senza carrozzeria. In tal modo, i clienti potevano completare la vettura dal proprio carrozziere di fiducia.
Nello specifico, il modello era dotato di un motore a valvole laterali e sei cilindri in linea da 3.110 cm³ di cilindrata che sviluppava 70 CV di potenza. Il cambio era a tre rapporti e la trazione era posteriore. I freni erano idraulici sulle quattro ruote.
La Model PC, che aveva una smaccata somiglianza con la New Finer, non ebbe successo sui mercati. Di Model PC ne furono prodotti 60.000 esemplari. Dato l'insuccesso, la Model PC fu sostituita già nell'anno del lancio dalla Model PCXX.

## La Model PCXX: 1933
Nell'aprile del 1933 fu lanciata la Model PCXX. Il nuovo modello derivava dalla Model PD. Della Modell PC, la nuova vettura mantenne il motore. Dal listino venne tolta la versione cabriolet. Fu in produzione fino al dicembre 1933. In totale, di questa serie, ne furono prodotti 43.403 esemplari. 

## La Model PG: 1934
La nuova serie, che fu lanciata nel 1934, era caratterizzata dall'assenza di cromature. Il modello fu pensato per un utilizzo commerciale. La vettura era infatti poco costosa e robusta, e quindi era adatta a trasportare le merci. La nuova serie era dotata di un motore a sei cilindri in linea da 3.299 cm³ e 77 CV. Fu tolta dai listini nel settembre del 1934 dopo 20.512 esemplari prodotti. 

## La Model PJ: 1935
La Model PJ fu l'ultima serie del modello. Rispetto alla generazione precedente, la vettura fu completamente ridisegnata. Il modello aveva una particolarità: era dotato di portiere posteriori incernierate posteriormente. Al motore da 3.299 cm³ venne aumentata la potenza a 82 CV. Venne tolta dai listini la versione berlina quattro porte, che l'anno precedente ebbe bassi volumi di vendita. La Model PJ fu prodotta fino all'agosto 1935 in 13.948 esemplari.